# Tag der Verkehrssicherheit
Der Tag der Verkehrssicherheit wurde 2005 vom Deutschen Verkehrssicherheitsrat (DVR) ins Leben gerufen. Er findet jedes Jahr am dritten Samstag im Juni statt.
Im Rahmen des Tags der Verkehrssicherheit ruft der DVR Organisationen, Unternehmen und Einrichtungen dazu auf, Verkehrsteilnehmer über Verkehrssicherheit zu informieren, zum Beispiel mit zentralen Fragen wie „Alkohol am Steuer“, „Nichtanlegen des Sicherheitsgurts“ oder „überhöhte Geschwindigkeit“.